# Płoniwowate
Płoniwowate (Pottiaceae Schimp.) – rodzina mchów z rzędu płoniwowców (Pottiales M. Fleisch). Gatunki należące do rodziny są szeroko rozpowszechnione na obszarach o klimacie umiarkowanym, z małą liczbą gatunków i rodzajów występujących w regionach tropikalnych i arktycznych. Rodzajem typowym jest Pottia (Rchb.) Fürnr.

## Systematyka
Według The Plant List do rodziny płoniwowatych należy 138 rodzajów, liczących łącznie 3223 akceptowane nazwy gatunków oraz 1931 synonimów.
Według klasyfikacji B. Goffineta rodzina liczy 98 rodzajów:
| - Acaulon Müll. Hal. – kulczak - Acaulonopsis R. H. Zander & Hedd. - Algaria Hedd. & R. H. Zander - Aloina (Müll.Hal) Kindb. – soczeniczek - Aloinella Cardot - Andina J. A. Jiménez & M. J. Cano - Anoectangium Schwägr. - Aschisma Lindb. - Barbula Hedw. – zwojek - Bellibarbula P. C. Chen - Bryoceuthospora H. A. Crum & L. E. Anderson - Bryoerythrophyllum P. C. Chen – krasnolist - Calymperastrum I. G. Stone - Calyptopogon (Mitt.) Broth. - Chenia R. H. Zander - Chionoloma Dixon - Cinclidotus P. Beauv. - Crossidium Jur. - Crumia W. B. Schofield - Dialytrichia (Schimp.) Limpr. - Didymodon Hedw. – paroząb - Dolotortula R. H. Zander - Ephemerum Schimp. – jętniczek - Erythrophyllopsis Broth. - Eucladium Bruch & Schimp. – gałęziak - Exobryum R. H. Zander - Fuscobryum R. H. Zander - Ganguleea R. H. Zander - Geheebia Schimp. - Gertrudiella Broth. - Globulinella Steere - Guerramontesia M.J.Cano, J.A.Jiménez, M.T.Gallego & J.F.Jiménez - Gymnostomiella M. Fleisch. - Gymnobarbula J.Kučera - Gymnostomum Nees & Hornsch. – nagosz - Gyroweisia Schimp. – krągłolistka - Hennediella Paris – zrosłowieczek - Hilpertia R. H. Zander – ślimakobrzeżek - Hydrogonium (Müll. Hal.) A.Jaeger - Hymenostyliella E. B. Bartram - Hymenostylium Brid. – długowieczek - Hyophila Brid. - Hyophiladelphus (Müll. Hal.) R. H. Zander - Indopottia A.E.D.Daniels, R.D.A.Raja & P.Daniels - Lazarenkia M.F.Boiko - Leptobarbula Schimp. - Leptodontiella R. H. Zander & E. H. Hegew. - Leptodontium (Müll. Hal.) Lindb. - Ludorugbya Hedd. & R.H. Zander | - Luisierella Thér. & P. de la Varde - Microbryum Schimp. – prątniczek - Mironia R. H. Zander - Molendoa Lindb. - Nanomitriopsis Cardot - Neophoenix R. H. Zander & During - Pachyneuropsis H.A.Mill. - Phascopsis I. G. Stone - Picobryum R. H. Zander & Hedd. - Plaubelia Brid. - Pleurochaete Lindb. – boczeń - Pottiopsis Blockeel & A. J. E. Sm. - Pseudocrossidium R. S. Williams - Pseudosymblepharis Broth. - Pterygoneurum Jur. - Quaesticula R. H. Zander - Reimersia P. C. Chen - Rhexophyllum Herzog - Sagenotortula R. H. Zander - Saitobryum R. H. Zander - Sarconeurum Bryhn - Scopelophila (Mitt.) Lindb. - Splachnobryum Müll. Hal. - Stegonia Venturi - Stonea R. H. Zander - Streblotrichum P.Beauv. - Streptocalypta Müll. Hal. - Streptopogon Mitt. - Streptotrichum Herzog - Syntrichia Brid. – pędzliczek - Teniolophora W. D. Reese - Tetracoscinodon R. Br. ter - Tetrapterum A. Jaeger - Timmiella (De Not.) Schimp. - Tortella (Lindb.) Limpr. – kędzierzawka - Tortula Hedw. – brodek - Trachycarpidium Broth. - Trachyodontium Steere - Trichostomopsis Card. - Trichostomum Bruch – zębowłos - Triquetrella Müll. Hal. - Tuerckheimia Broth. - Uleobryum Broth. - Vinealobryum R. H. Zander - Vrolijkheidia Hedd. & R. H. Zander - Weisiopsis Broth. - Weissia Hedw. – potłumek - Weissiodicranum W. D. Reese - Willia Müll. Hal. |